# Eleanor
Eleanor és una població dels Estats Units a l'estat de Virgínia de l'Oest. Segons el cens del 2008 tenia 1.555 habitants.

## Demografia
Segons el cens del 2000, Eleanor tenia 1.345 habitants, 574 habitatges, i 416 famílies. La densitat de població era de 618,2 habitants per km².
Dels 574 habitatges en un 29,3% hi vivien nens de menys de 18 anys, en un 62,2% hi vivien parelles casades, en un 9,8% dones solteres, i en un 27,4% no eren unitats familiars. En el 25,6% dels habitatges hi vivien persones soles el 12,5% de les quals corresponia a persones de 65 anys o més que vivien soles. El nombre mitjà de persones vivint en cada habitatge era de 2,34 i el nombre mitjà de persones que vivien en cada família era de 2,79.
Per edats la població es repartia de la següent manera: un 21,3% tenia menys de 18 anys, un 7% entre 18 i 24, un 28,6% entre 25 i 44, un 26,2% de 45 a 60 i un 17% 65 anys o més.
L'edat mediana era de 41 anys. Per cada 100 dones de 18 o més anys hi havia 89,1 homes.
La renda mediana per habitatge era de 35.284$ i la renda mediana per família de 43.274$. Els homes tenien una renda mediana de 35.000$ mentre que les dones 21.198$. La renda per capita de la població era de 19.104$. Entorn del 5,6% de les famílies i el 6,8% de la població estaven per davall del llindar de pobresa.

## Poblacions properes
El següent diagrama mostra les poblacions més properes.